# Zapasy na Letnich Igrzyskach Olimpijskich 1956 – kategoria do 57 kg w stylu klasycznym
Zmagania mężczyzn do 57 kg to jedna z ośmiu męskich konkurencji w zapasach w stylu klasycznym rozgrywanych podczas Letnich Igrzysk Olimpijskich 1956. Pojedynki w tej kategorii wagowej odbyły się w dniach 3 – 6 grudnia.
Punktacja opierała się na systemie "złych punktów karnych". Zwycięzca otrzymywał zero punktów za wygraną przez "tusz" (łopatki), jeden punkt za wygraną decyzją trzech sędziów. Za przegraną walkę w stosunku 1-2 zawodnik otrzymywał dwa punkty, a za porażkę 0-3 lub łopatki przyznawano 3 punkty karne. Uzyskanie pięciu lub więcej punktów eliminowało zapaśnika z turnieju. Najlepsza trójka walczyła w rundzie finałowej. 

## Klasyfikacja[1]
| Miejsce | Nazwisko             | Kraj              |
| ------- | -------------------- | ----------------- |
| 1       | Konstantin Wyrupajew | ZSRR              |
| 2       | Edvin Vesterby       | Szwecja           |
| 3       | Francisc Horvath     | Rumunia           |
| 4       | Imre Hódos           | Węgry             |
| 5       | Fred Kämmerer        | Niemcy            |
| 6       | Dinko Petrow         | Bułgaria          |
| 7       | Adolfo Díaz          | Argentyna         |
| 8       | Reijo Nykänen        | Finlandia         |
| 8       | Kent Townley         | Stany Zjednoczone |
| 10      | Yaşar Yılmaz         | Turcja            |
| 10      | Franz Brunner        | Austria           |
| 12      | Joe Sweeney          | Australia         |
| 12      | Omer Vercouteren     | Belgia            |

## Wyniki

### Pierwsza runda[2]
| Zwycięzca        | Punkty karne | Wynik        | Przegrany            | Punkty karne |
| ---------------- | ------------ | ------------ | -------------------- | ------------ |
| Imre Hódos       | 1            | Decyzja, 3:0 | Reijo Nykänen        | 3            |
| Adolfo Díaz      | 0            | Łopatki      | Joe Sweeney          | 3            |
| Francisc Horvath | 1            | Decyzja, 2:1 | Konstantin Wyrupajew | 2            |
| Yaşar Yılmaz     | 1            | Decyzja, 3:0 | Omer Vercouteren     | 3            |
| Dinko Petrow     | 1            | Decyzja, 2:1 | Edvin Vesterby       | 2            |
| Fred Kämmerer    | 1            | Decyzja, 2:1 | Franz Brunner        | 2            |
| Kent Townley     | 0            | Bez walki    |                      |              |

### Druga runda[3]
| Zwycięzca            | Punkty karne | Wynik        | Przegrany        | Punkty karne |
| -------------------- | ------------ | ------------ | ---------------- | ------------ |
| Imre Hódos           | 2            | Decyzja, 3:0 | Kent Townley     | 3            |
| Reijo Nykänen        | 4            | Decyzja, 2:1 | Adolfo Díaz      | 2            |
| Francisc Horvath     | 2            | Decyzja, 3:0 | Joe Sweeney      | 6            |
| Konstantin Wyrupajew | 3            | Decyzja, 3:0 | Yaşar Yılmaz     | 4            |
| Dinko Petrow         | 2            | Decyzja, 3:0 | Omer Vercouteren | 6            |
| Edvin Vesterby       | 3            | Decyzja, 3:0 | Franz Brunner    | 5            |
| Fred Kämmerer        | 1            | Bez walki    |                  |              |

### Trzecia runda[4]
| Zwycięzca            | Punkty karne | Wynik                   | Przegrany     | Punkty karne |
| -------------------- | ------------ | ----------------------- | ------------- | ------------ |
| Fred Kämmerer        | 2            | Decyzja, 3:0            | Kent Townley  | 6            |
| Imre Hódos           | 2            | Łopatki                 | Adolfo Díaz   | 5            |
| Francisc Horvath     | 3            | Decyzja, 2:1            | Reijo Nykänen | 6            |
| Konstantin Wyrupajew | 3            | Łopatki                 | Dinko Petrow  | 5            |
| Edvin Vesterby       | 3            | Wycofał się przed walką | Yaşar Yılmaz  | 7            |

### Czwarta runda[5]
| Zwycięzca            | Punkty karne | Wynik        | Przegrany     | Punkty karne |
| -------------------- | ------------ | ------------ | ------------- | ------------ |
| Francisc Horvath     | 4            | Decyzja, 3:0 | Fred Kämmerer | 5            |
| Konstantin Wyrupajew | 4            | Decyzja, 3:0 | Imre Hódos    | 5            |
| Edvin Vesterby       | 3            | Bez walki    |               |              |

### Runda finałowa
| Zwycięzca            | Wynik        | Przegrany                                        |
| -------------------- | ------------ | ------------------------------------------------ |
| Francisc Horvath     | Decyzja, 2:1 | Konstantin Wyrupajew (zaliczony wynik z I rundy) |
| Edvin Vesterby       | Decyzja, 2:1 | Francisc Horvath                                 |
| Konstantin Wyrupajew | Decyzja, 3:0 | Edvin Vesterby                                   |